# Оясте, Калью
Ка́лью О́ясте (эст. Kalju Ojaste; 8 декабря 1961, Отепя, Эстонская ССР) — советский и эстонский биатлонист.

## Карьера
Биатлоном начал заниматься в 1978 году. Большую часть своей карьеры Оясте провел на первенствах союза по биатлону, где особых успехов он не имел. С получением независимости Эстонии спортсмен смог принимать участие на всех крупных мировых стартах. В 1992 году в  командной гонке на первенстве планеты в Новосибирске Оясте с партнерами выиграл бронзовые медали.
Затем биатлонист выступал на высоком уровне ещё 6 лет, однако больше высоких результатов ему показать не удалось. Лишь в 1997 году он вместе Роландом Лессингом, Индреком Тобрелутсом и Дмитрием Боровиком выиграл бронзовую медаль в эстафете на чемпионате мира по летнему биатлону в польском Кракове.
Калью Оясте принимал участие на трех Олимпиадах. На своих последних играх в Нагано биатлонист был знаменосцем сборной Эстонии на церемонии открытия состязаний.
После завершения карьеры Оясте стал тренером. Он работал с юношескими сборными Эстонии по лыжным гонкам и биатлону.

## Семья
Женат. Имеет 3 детей. Дочь Калью Оясте Трийн - член сборной Эстонии по лыжным гонкам.

## Результаты

### Кубок мира
- 1995-1996 — 64-е место (12 очков)
- 1997-1998 — 78-е место (7 очков)